# Ankush Mandavia
Ankush Mandavia (* 5. Juni 1987 in Detroit, Michigan) ist ein professioneller US-amerikanischer Pokerspieler. Er gewann 2016 ein Bracelet bei der World Series of Poker.

## Persönliches
Mandavia machte einen Wirtschaftsabschluss an der University of Georgia in Athens. Er lebt in Montreal.

## Pokerkarriere
Mandavia spielt seit Juni 2007 online unter den Nicknames pistons87 (PokerStars) und ftpballerstatus (Full Tilt Poker). Dabei hat er bisher Turniergewinne von mehr als 3 Millionen US-Dollar verbucht. Bei der World Championship of Online Poker, die einmal jährlich auf PokerStars ausgespielt wird, gewann er 2011 und 2013 jeweils ein Turnier, zudem entschied er 2012 und 2015 jeweils ein Event der Spring Championship of Online Poker für sich.
Seine erste Geldplatzierung bei einem Live-Turnier erzielte Mandavia Anfang September 2010 in Biloxi im US-Bundesstaat Mississippi. Im Mai 2011 belegte er beim Main Event der European Poker Tour in Madrid den 13. Platz für ein Preisgeld von 60.000 Euro. Anfang Juni 2011 war er erstmals bei der World Series of Poker (WSOP) im Rio All-Suite Hotel and Casino am Las Vegas Strip erfolgreich und kam bei einem Turnier der Variante No Limit Hold’em ins Geld. Im Dezember 2015 belegte Mandavia beim Alpha8 der World Poker Tour (WPT) im Hotel Bellagio am Las Vegas Strip den fünften Rang für mehr als 300.000 US-Dollar. Anfang 2016 wurde er beim Super High Roller des PokerStars Caribbean Adventures auf den Bahamas Dritter und erhielt sein bisher höchstes Preisgeld von knapp 800.000 US-Dollar. Bei der WSOP 2016 gewann Mandavia ein Turnier in No Limit Hold’em und sicherte sich damit ein Bracelet sowie knapp 550.000 US-Dollar Siegprämie. Im Dezember 2016 siegte er beim High-Roller-Event des WPT Five Diamond World Poker Classic im Bellagio und erhielt rund 400.000 US-Dollar. Im Venetian Resort Hotel am Las Vegas Strip entschied der Amerikaner Mitte Februar 2021 ein Deepstack-Turnier für sich und erhielt aufgrund eines Deals eine Siegprämie von 260.000 US-Dollar.
Insgesamt hat sich Mandavia mit Poker bei Live-Turnieren knapp 6 Millionen US-Dollar erspielt.